# یک مرد خطرناک (فیلم ۲۰۰۹)
یک مرد خطرناک (به انگلیسی: A Dangerous Man) یک فیلم ویدئویی آمریکایی محصول سال ۲۰۱۰ به کارگردانی کئونی واکسمن با بازی استیون سیگال در نقش یک مردی که پس از گذراندن شش سال زندان برای جرمی که هرگز مرتکب نشده‌ بود، از زندان آزاد می‌شود و تصمیم به انتقام می‌گیرد.

## بازیگران
- استیون سیگال در نقش شین دانیلز
- مارلاینا ماه در نقش تیا
- مایک_دوپود در نقش کلارک
- بایرون من در نقش سرهنگ
- جسی هاچ در نقش سرگی
- ویتالی کراوچنکو در نقش ولد
- بایرون لاوسون در نقش مائو
- جری واسرمن در نقش ریچی
- وینسنت چنگ در نقش عمو کوان
- ایدان دی در نقش هالی، همسر شین